# گیلوئی
قله گیلوئِی (به انگلیسی: Mount Giluwe)، دومین کوه بلند کشور پاپوآ گینه نو است. گیلوئی، بلندترین آتشفشان اقیانوسیه است و در نتیجه یکی از هفت کوه آتشفشانی به‌شمار می‌رود.